# Сент Пол
Сент Пол (енгл. Saint Paul) главни и други по величини је град америчке савезне државе Минесота. По попису из 2000. године има 287.151 становника.

## Географија
Сент Пол се налази на надморској висини од 214 m. Налази се на обали Мисисипија.

## Демографија
По попису из 2010. године број становника је 285.068, што је 2.083 (-0,7%) становника мање него 2000. године.
|                   | 2010.            | 2000.            |
| Укупно            | 285 068 (100,0%) | 287 151 (100,0%) |
| Белци             | 159 437 (55,93%) | 183 898 (64,04%) |
| Афроамериканци    | 44 728 (15,69%)  | 33 637 (11,71%)  |
| Азијати           | 42 695 (14,98%)  | 35 488 (12,36%)  |
| Хиспаноамериканци | 27 311 (9,581%)  | 22 715 (7,910%)  |
| Остали            | 10 897 (3,823%)  | 11 413 (3,975%)  |

## Партнерски градови
- Кампо Гранде
- Модена
- Нагасаки
- Тиберијада
- Манзаниљо
- Нојс
- Чангша